# HD65950
HD65950 — хімічно пекулярна зоря спектрального класу B9, що має видиму зоряну величину в смузі V приблизно  6,9.
Вона  розташована на відстані близько 1120,8 світлових років від Сонця.

## Пекулярний хімічний склад
HD65950 належить до ртутно-манганових зір й її зоряна атмосфера має підвищений вміст Hg та Mn.